# Hong Kong Tennis Open
El Torneig de Hong Kong, conegut oficialment com a Hong Kong Tennis Open, és un torneig de tennis professional que es disputa anualment sobre pista de moqueta al Victoria Park de Hong Kong. Pertany als International Tournaments del circuit WTA femení.
L'edició inaugural es va anomenar Prudential Hong Kong Tennis Open a causa de patrocini de l'empresa de serveis financers Prudential plc. L'edició de 2019 fou ajornada per seguretat degut a les protestes a Hong Kong de 2019.
En categoria masculina, el torneig es va crear l'any 1973 amb el nom de Salem Open, però es va cancel·lar l'any 2002. Després de 21 anys d'absència, es va reinstaurar l'any 2024 amb el patrocini de Bank of China.

## Palmarès

### Individual masculí
| Any  | Campió           | Finalista       | Resultat      |
| ---- | ---------------- | --------------- | ------------- |
| 2025 | Alexandre Müller | Kei Nishikori   | 2−6, 6−1, 6−3 |
| 2024 | Andrei Rubliov   | Emil Ruusuvuori | 6−4, 6−4      |

### Individual femení
| Any  | Campiona                                          | Finalista                                         | Resultat                                          |
| ---- | ------------------------------------------------- | ------------------------------------------------- | ------------------------------------------------- |
| 2024 | Diana Shnaider                                    | Katie Boulter                                     | 6−1, 6−2                                          |
| 2023 | Leylah Fernandez                                  | Kateřina Siniaková                                | 3−6, 6−4, 6−4                                     |
| 2022 | Torneig suspès a causa de la pandèmia de COVID-19 | Torneig suspès a causa de la pandèmia de COVID-19 | Torneig suspès a causa de la pandèmia de COVID-19 |
| 2021 | Torneig suspès a causa de la pandèmia de COVID-19 | Torneig suspès a causa de la pandèmia de COVID-19 | Torneig suspès a causa de la pandèmia de COVID-19 |
| 2020 | Torneig suspès a causa de la pandèmia de COVID-19 | Torneig suspès a causa de la pandèmia de COVID-19 | Torneig suspès a causa de la pandèmia de COVID-19 |
| 2019 | No celebrat                                       | No celebrat                                       | No celebrat                                       |
| 2018 | Daiana Iastremska                                 | Wang Qiang                                        | 6−2, 6−1                                          |
| 2017 | Anastassia Pavliutxénkova                         | Daria Gavrilova                                   | 5−7, 6−3, 7−6(3)                                  |
| 2016 | Caroline Wozniacki                                | Kristina Mladenovic                               | 6−1, 6−7(4), 6−2                                  |
| 2015 | Jelena Janković                                   | Angelique Kerber                                  | 3−6, 7−6(4), 6−1                                  |
| 2014 | Sabine Lisicki                                    | Karolína Plíšková                                 | 7−5, 6−3                                          |

### Dobles masculins
| Any  | Campions                   | Finalistes                       | Resultat         |
| ---- | -------------------------- | -------------------------------- | ---------------- |
| 2025 | Sander Arends Luke Johnson | Karén Khatxànov · Andrei Rubliov | 7−5, 4−6, [10−7] |
| 2024 | Marcelo Arévalo Mate Pavić | Sander Gillé Joran Vliegen       | 7−6(3), 6−4      |

### Dobles femenins
| Any  | Campiones                                         | Finalistes                                        | Resultat                                          |
| ---- | ------------------------------------------------- | ------------------------------------------------- | ------------------------------------------------- |
| 2024 | Ulrikke Eikeri Makoto Ninomiya                    | Shuko Aoyama Eri Hozumi                           | 6−4, 4−6, [11−9]                                  |
| 2023 | Tang Qianhui Tsao Chia-yi                         | Oksana Kalashnikova Aliaksandra Sasnovich         | 7−5, 1−6, [11−9]                                  |
| 2022 | Torneig suspès a causa de la pandèmia de COVID-19 | Torneig suspès a causa de la pandèmia de COVID-19 | Torneig suspès a causa de la pandèmia de COVID-19 |
| 2021 | Torneig suspès a causa de la pandèmia de COVID-19 | Torneig suspès a causa de la pandèmia de COVID-19 | Torneig suspès a causa de la pandèmia de COVID-19 |
| 2020 | Torneig suspès a causa de la pandèmia de COVID-19 | Torneig suspès a causa de la pandèmia de COVID-19 | Torneig suspès a causa de la pandèmia de COVID-19 |
| 2019 | No celebrat                                       | No celebrat                                       | No celebrat                                       |
| 2018 | Samantha Stosur Zhang Shuai                       | Shuko Aoyama Lidziya Marozava                     | 6−4, 6−4                                          |
| 2017 | Chan Hao-ching Chan Yung-jan (2)                  | Lu Jiajing Wang Qiang                             | 6−1, 6−1                                          |
| 2016 | Chan Hao-ching Chan Yung-jan                      | Naomi Broady Heather Watson                       | 6−3, 6−1                                          |
| 2015 | Alizé Cornet Iaroslava Xvédova                    | Lara Arruabarrena Andreja Klepač                  | 7−5, 6−4                                          |
| 2014 | Karolína Plíšková Kristýna Plíšková               | Patricia Mayr-Achleitner Arina Rodionova          | 6−2, 2−6, [12−10]                                 |